# 國立陽明交通大學、聖約翰科技大學、樺漢科技（股）校校企策略聯盟
國立陽明交通大學、聖約翰科技大學、樺漢科技（股）校校企策略聯盟為樺漢科技（股）結合國立陽明交通大學、聖約翰科技大學，於2023年6月13日簽訂三方合作意向書的台灣校校企聯盟合作。

## 概述
在該校校企聯盟合作中，樺漢科技（股）為實現減少產業及學界的落差，增加實習訓練的機會，提供兩所大學師生資金共同成立ESG中心，並參與國科會產學計畫。而聖約翰科大的受惠方主要為該校電機系學生，樺漢科技給予聖約翰電機系學生產學合作機會，並讓他們畢業進入該企業的薪資比照臺清交等頂大畢業生。此外，就讀聖約翰的學生也可以前往國立陽明交通大學修習該校課程。

## 聯盟成員
- 國立陽明交通大學
- 聖約翰科技大學
- 樺漢科技（股）